# Cirkut/Diskografie
Diese Diskografie ist eine Übersicht über die musikalischen Werke des kanadischen Musikproduzenten und Songwriters Cirkut. Den Schallplattenauszeichnungen zufolge hat er als Autor und Produzent bisher mehr als 207,6 Millionen Tonträger verkauft. Er verkaufte alleine in Deutschland über acht Millionen Tonträger und zählt damit zu den Musikern mit den meisten Tonträgerverkäufen des Landes. Seine erfolgreichste Veröffentlichung ist die Autorenbeteiligung Starboy (The Weeknd feat. Daft Punk) mit über 16,9 Millionen verkauften Einheiten. In Deutschland avancierten die Autorenbeteiligungen und Produktionen Timber (Pitbull feat. Kesha) und Sweet but Psycho (Ava Max) zu Millionensellern, womit sie zu den meistverkauften Singles des Landes der 2010er-Jahre zählen. Cirkut zählt damit zu einem der wenigen Musiker, der in beiden Funktionen mehr als einen Millionenseller in Deutschland landete.

## Autorenbeteiligungen und Produktionen
| Jahr | Titel Interpretation                                 | Höchstplatzierung, Gesamtwochen, AuszeichnungChartplatzierungen (Jahr, Titel, Interpretation, Platzierungen, Wochen, Auszeichnungen, Anmerkungen) | Höchstplatzierung, Gesamtwochen, AuszeichnungChartplatzierungen (Jahr, Titel, Interpretation, Platzierungen, Wochen, Auszeichnungen, Anmerkungen) | Höchstplatzierung, Gesamtwochen, AuszeichnungChartplatzierungen (Jahr, Titel, Interpretation, Platzierungen, Wochen, Auszeichnungen, Anmerkungen) | Höchstplatzierung, Gesamtwochen, AuszeichnungChartplatzierungen (Jahr, Titel, Interpretation, Platzierungen, Wochen, Auszeichnungen, Anmerkungen) | Höchstplatzierung, Gesamtwochen, AuszeichnungChartplatzierungen (Jahr, Titel, Interpretation, Platzierungen, Wochen, Auszeichnungen, Anmerkungen) | Höchstplatzierung, Gesamtwochen, AuszeichnungChartplatzierungen (Jahr, Titel, Interpretation, Platzierungen, Wochen, Auszeichnungen, Anmerkungen) | Anmerkungen |
| Jahr | Titel Interpretation                                 | DE | AT | CH | UK | US | CA | Anmerkungen |
| --- | ---------------------------------------------------- | --- | --- | --- | --- | --- | --- | --- |
| 2011 | Domino Jessie J                                      | DE22 Gold · (23 Wo.)DE | AT26 (16 Wo.)AT | CH25 Gold · (15 Wo.)CH | UK1 Platin · (40 Wo.)UK | US6 Platin · (29 Wo.)US | CA7 Platin · (29 Wo.)CA | Erstveröffentlichung: 29. August 2011 Verkäufe: + 2.037.500                                                    |
| 2011 | Good Feeling Flo Rida                                | DE1 Platin · (32 Wo.)DE | AT1 Platin · (26 Wo.)AT | CH3 ×2Doppelplatin · (27 Wo.)CH | UK1 ×2Doppelplatin · (33 Wo.)UK | US3 ×5Fünffachplatin · (37 Wo.)US | CA2 ×5Fünffachplatin · (40 Wo.)CA | Erstveröffentlichung: 29. August 2011 Verkäufe: + 6.942.100                                                    |
| 2011 | Strange Clouds B.o.B feat. Lil Wayne                 | — | — | CH47 (2 Wo.)CH | UK72 (2 Wo.)UK | US7 ×2Doppelplatin · (20 Wo.)US | CA— GoldCA | Erstveröffentlichung 27. September 2011 Verkäufe: + 2.040.000                                                  |
| 2011 | Hangover Taio Cruz feat. Flo Rida                    | DE2 ×2Doppelplatin · (45 Wo.)DE | AT1 ×2Doppelplatin · (30 Wo.)AT | CH1 ×3Dreifachplatin · (34 Wo.)CH | UK27 (3 Wo.)UK | US62 (1 Wo.)US | — | Erstveröffentlichung: 4. Oktober 2011 Verkäufe: + 1.217.500                                                    |
| 2011 | You da One Rihanna                                   | — | AT23 (8 Wo.)AT | CH36 (6 Wo.)CH | UK16 Gold · (17 Wo.)UK | US14 ×2Doppelplatin · (20 Wo.)US | CA12 (18 Wo.)CA | Erstveröffentlichung: 14. November 2011 Verkäufe: + 2.497.500                                                  |
| 2011 | Better Than I Know Myself Adam Lambert               | DE88 (1 Wo.)DE | — | — | — | US76 (1 Wo.)US | CA56 (1 Wo.)CA | Erstveröffentlichung: 20. Dezember 2011                                                                        |
| 2012 | Turn All the Lights On T-Pain feat. Ne-Yo            | DE44 (10 Wo.)DE | AT49 (6 Wo.)AT | — | — | — | CA45 (12 Wo.)CA | Erstveröffentlichung: 17. Januar 2012 Verkäufe: + 155.000                                                      |
| 2012 | Part of Me Katy Perry                                | DE20 (12 Wo.)DE | AT18 (13 Wo.)AT | CH33 (10 Wo.)CH | UK1 Gold · (20 Wo.)UK | US1 ×4Vierfachplatin · (22 Wo.)US | CA1 ×3Dreifachplatin · (25 Wo.)CA | Erstveröffentlichung: 13. Februar 2012 Verkäufe: + 4.910.000                                                   |
| 2012 | Primadonna Electra Heart                             | DE18 (16 Wo.)DE | AT3 Gold · (24 Wo.)AT | CH16 (17 Wo.)CH | UK11 Gold · (14 Wo.)UK | US— PlatinUS | — | Erstveröffentlichung: 20. März 2012 Verkäufe: + 1.530.000                                                      |
| 2012 | Never Close Our Eyes Adam Lambert                    | — | — | — | — | — | CA62 (10 Wo.)CA | Erstveröffentlichung: 14. April 2012                                                                           |
| 2012 | Where Have You Been Rihanna                          | DE17 Gold · (16 Wo.)DE | AT20 (17 Wo.)AT | CH15 (21 Wo.)CH | UK6 Platin · (26 Wo.)UK | US5 ×4Vierfachplatin · (26 Wo.)US | CA5 (28 Wo.)CA | Erstveröffentlichung: 8. Mai 2012 Verkäufe: + 5.230.000                                                        |
| 2012 | Both of Us B.o.B feat. Taylor Swift                  | — | — | — | UK22 (6 Wo.)UK | US18 Platin · (19 Wo.)US | — | Erstveröffentlichung: 22. Mai 2012 Verkäufe: + 1.077.500                                                       |
| 2012 | Wide Awake Katy Perry                                | DE39 (14 Wo.)DE | AT28 (15 Wo.)AT | CH21 (20 Wo.)CH | UK9 Gold · (20 Wo.)UK | US2 ×5Fünffachplatin · (26 Wo.)US | CA1 ×3Dreifachplatin · (27 Wo.)CA | Erstveröffentlichung: 22. Mai 2012 Verkäufe: + 6.055.000                                                       |
| 2012 | Va Va Voom Nicki Minaj                               | DE34 (14 Wo.)DE | AT53 (2 Wo.)AT | CH47 (4 Wo.)CH | UK20 Silber · (15 Wo.)UK | US22 (20 Wo.)US | CA18 (18 Wo.)CA | Erstveröffentlichung: 12. September 2012 Verkäufe: + 270.000                                                   |
| 2012 | Oath Cher Lloyd feat. Becky G                        | — | — | — | — | US73 Gold · (2 Wo.)US | CA58 (5 Wo.)CA | Erstveröffentlichung: 2. Oktober 2012 Verkäufe: + 507.500                                                      |
| 2012 | Die Young Kesha                                      | DE20 Gold · (21 Wo.)DE | AT4 (17 Wo.)AT | CH23 (14 Wo.)CH | UK7 Platin · (19 Wo.)UK | US2 ×4Vierfachplatin · (22 Wo.)US | CA4 Platin · (20 Wo.)CA | Erstveröffentlichung: 25. September 2012 Verkäufe: + 5.325.000                                                 |
| 2012 | C’Mon Kesha                                          | DE79 (1 Wo.)DE | AT64 (1 Wo.)AT | — | UK70 (5 Wo.)UK | US27 Platin · (16 Wo.)US | CA16 (17 Wo.)CA | Erstveröffentlichung: 16. November 2012 Verkäufe: + 1.070.000                                                  |
| 2013 | How to Be a Heartbreaker Marina and the Diamonds     | — | — | — | UK88 Silber · (1 Wo.)UK | US— PlatinUS | — | Erstveröffentlichung: 16. Februar 2013 Verkäufe: + 1.200.000                                                   |
| 2013 | Fall Down will.i.am feat. Miley Cyrus                | DE48 (13 Wo.)DE | AT45 (2 Wo.)AT | CH59 (1 Wo.)CH | UK34 (2 Wo.)UK | US58 (1 Wo.)US | CA15 (2 Wo.)CA | Erstveröffentlichung: 16. April 2013 Verkäufe: + 97.000                                                        |
| 2013 | Crazy Kids Kesha feat. will.i.am                     | DE56 (8 Wo.)DE | AT58 (1 Wo.)AT | — | UK27 (11 Wo.)UK | US40 Platin · (13 Wo.)US | CA47 (16 Wo.)CA | Erstveröffentlichung: 19. April 2013 Verkäufe: + 1.070.000                                                     |
| 2013 | Walks Like Rihanna The Wanted                        | DE54 (6 Wo.)DE | AT50 (5 Wo.)AT | — | UK4 Silber · (10 Wo.)UK | — | — | Erstveröffentlichung: 10. Mai 2013 Verkäufe: + 200.000                                                         |
| 2013 | Bounce It Juicy J feat. Wale & Trey Songz            | — | — | — | — | US74 Gold · (19 Wo.)US | — | Erstveröffentlichung: 25. Juni 2013 Verkäufe: + 500.000                                                        |
| 2013 | Give It 2 U Robin Thicke feat. Kendrick Lamar        | DE36 (12 Wo.)DE | AT62 (2 Wo.)AT | — | UK15 (12 Wo.)UK | US25 (10 Wo.)US | — | Erstveröffentlichung: 9. August 2013 Remix feat. 2 Chainz Verkäufe: + 35.000                                   |
| 2013 | Roar Katy Perry                                      | DE2 ×3Dreifachgold · (36 Wo.)DE | AT1 Platin · (25 Wo.)AT | CH3 (33 Wo.)CH | UK1 ×3Dreifachplatin · (49 Wo.)UK | US1 Diamant · (35 Wo.)US | CA1 ×4Vierfachplatin · (34 Wo.)CA | Erstveröffentlichung: 10. August 2013 Verkäufe: + 14.540.000                                                   |
| 2013 | Wrecking Ball Miley Cyrus                            | DE6 Platin · (35 Wo.)DE | AT2 Gold · (23 Wo.)AT | CH5 Platin · (32 Wo.)CH | UK1 ×2Doppelplatin · (26 Wo.)UK | US1 ×7Siebenfachplatin · (32 Wo.)US | CA1 ×4Vierfachplatin · (26 Wo.)CA | Erstveröffentlichung: 25. August 2013 Verkäufe: + 10.243.594                                                   |
| 2013 | Timber Pitbull feat. Ke$ha                           | DE1 Diamant · (47 Wo.)DE | AT1 Platin · (29 Wo.)AT | CH3 Platin · (37 Wo.)CH | UK1 ×3Dreifachplatin · (43 Wo.)UK | US1 ×9Neunfachplatin · (39 Wo.)US | CA1 ×7Siebenfachplatin · (39 Wo.)CA | Erstveröffentlichung: 7. Oktober 2013 Verkäufe: + 13.616.666                                                   |
| 2013 | Unconditionally Katy Perry                           | DE22 Gold · (18 Wo.)DE | AT16 (12 Wo.)AT | CH27 (14 Wo.)CH | UK25 Silber · (15 Wo.)UK | US14 ×2Doppelplatin · (20 Wo.)US | CA13 Platin · (20 Wo.)CA | Erstveröffentlichung: 16. Oktober 2013 Verkäufe: + 2.555.000                                                   |
| 2013 | Dark Horse Katy Perry feat. Juicy J                  | DE6 ×3Dreifachgold · (50 Wo.)DE | AT2 (34 Wo.)AT | CH4 (42 Wo.)CH | UK4 Platin · (48 Wo.)UK | US1 Diamant + Platin · (57 Wo.)US | CA1 ×7Siebenfachplatin · (43 Wo.)CA | Erstveröffentlichung: 17. Dezember 2013 Verkäufe: + 13.655.000                                                 |
| 2014 | Wild Wild Love Pitbull feat. G.R.L.                  | — | — | — | UK6 Silber · (7 Wo.)UK | US30 (18 Wo.)US | CA22 Platin · (17 Wo.)CA | Erstveröffentlichung: 25. Februar 2014 Verkäufe: + 350.000                                                     |
| 2014 | Dare (La La La) Shakira                              | DE12 Gold · (24 Wo.)DE | AT14 (22 Wo.)AT | CH3 Gold · (24 Wo.)CH | — | US53 Gold · (11 Wo.)US | CA80 Gold · (8 Wo.)CA | Erstveröffentlichung: 21. März 2014 Verkäufe: + 695.000                                                        |
| 2014 | Birthday Katy Perry                                  | DE69 (10 Wo.)DE | AT51 (6 Wo.)AT | — | UK22 Silber · (14 Wo.)UK | US17 Platin · (18 Wo.)US | — | Erstveröffentlichung: 21. April 2014 Verkäufe: + 1.365.000                                                     |
| 2014 | Shower Becky G                                       | DE42 (24 Wo.)DE | AT59 (1 Wo.)AT | — | UK80 Silber · (1 Wo.)UK | US16 ×2Doppelplatin · (20 Wo.)US | CA38 Platin · (20 Wo.)CA | Erstveröffentlichung: 24. April 2014 Verkäufe: + 2.760.000                                                     |
| 2014 | Pills n Potions Nicki Minaj                          | DE39 (4 Wo.)DE | — | — | UK31 Silber · (9 Wo.)UK | US24 (18 Wo.)US | CA53 (6 Wo.)CA | Erstveröffentlichung: 21. Mai 2014 Verkäufe: + 270.000                                                         |
| 2014 | Ugly Heart G.R.L.                                    | — | — | — | UK98 Platin · (1 Wo.)UK | — | — | Erstveröffentlichung: 3. Juni 2014 Verkäufe: + 940.000                                                         |
| 2014 | She Knows Ne-Yo feat. Juicy J                        | — | — | — | UK28 Silber · (8 Wo.)UK | US19 Platin · (20 Wo.)US | CA85 (6 Wo.)CA | Erstveröffentlichung: 16. September 2014 Verkäufe: + 1.200.000                                                 |
| 2014 | Can’t Stop Dancin’ Becky G                           | — | — | — | — | US88 (3 Wo.)US | — | Erstveröffentlichung: 4. November 2014 Verkäufe: + 60.000                                                      |
| 2014 | I Don’t Mind Usher feat. Juicy J                     | — | — | — | UK8 Platin · (16 Wo.)UK | US11 ×2Doppelplatin · (23 Wo.)US | CA70 (15 Wo.)CA | Erstveröffentlichung: 21. November 2014 Verkäufe: + 2.700.000                                                  |
| 2015 | Sugar Maroon 5                                       | DE41 Gold · (23 Wo.)DE | AT25 (24 Wo.)AT | CH10 (38 Wo.)CH | UK7 ×3Dreifachplatin · (45 Wo.)UK | US2 Diamant + Platin · (42 Wo.)US | — | Erstveröffentlichung: 13. Januar 2015 Verkäufe: + 14.820.000                                                   |
| 2015 | Lighthouse G.R.L                                     | — | — | — | — | US55 (1 Wo.)US | — | Erstveröffentlichung: 15. Januar 2015 Verkäufe: + 7.500                                                        |
| 2015 | The Night Is Still Young Nicki Minaj                 | — | — | — | UK— SilberUK | US31 Platin · (17 Wo.)US | CA40 (18 Wo.)CA | Erstveröffentlichung: 12. April 2015 Verkäufe: + 1.220.000                                                     |
| 2015 | Locked Away R. City feat. Adam Levine                | DE6 Gold · (27 Wo.)DE | AT2 Gold · (25 Wo.)AT | CH2 (31 Wo.)CH | UK2 Platin · (25 Wo.)UK | US6 Platin · (27 Wo.)US | CA2 ×2Doppelplatin · (34 Wo.)CA | Erstveröffentlichung: 29. Juni 2015 Verkäufe: + 2.860.000                                                      |
| 2015 | Dance Like We’re Making Love Ciara                   | — | — | — | — | US100 (1 Wo.)US | CA83 (1 Wo.)CA | Erstveröffentlichung: 30. Juni 2015                                                                            |
| 2015 | Whip It! Lunchmoney Lewis feat. Chloe Angelides      | DE23 (27 Wo.)DE | AT72 (1 Wo.)AT | — | — | — | — | Erstveröffentlichung: 7. August 2015 Verkäufe: + 140.000                                                       |
| 2016 | Ain’t Your Mama Jennifer Lopez                       | DE5 Platin · (31 Wo.)DE | AT11 Gold · (24 Wo.)AT | CH16 (36 Wo.)CH | UK— SilberUK | US76 Gold · (2 Wo.)US | CA34 (15 Wo.)CA | Erstveröffentlichung: 8. April 2016 Verkäufe: + 1.888.333                                                      |
| 2016 | Greenlight Pitbull feat. Flo Rida & Lunchmoney Lewis | DE90 (1 Wo.)DE | — | — | — | US95 (4 Wo.)US | CA77 (8 Wo.)CA | Erstveröffentlichung: 22. Juli 2016 Verkäufe: + 40.000                                                         |
| 2016 | Starboy The Weeknd feat. Daft Punk                   | DE3 ×3Dreifachgold · (32 Wo.)DE | AT8 (26 Wo.)AT | CH2 (35 Wo.)CH | UK2 ×3Dreifachplatin · (38 Wo.)UK | US1 Diamant + Platin · (30 Wo.)US | CA1 Diamant · (39 Wo.)CA | Erstveröffentlichung: 19. September 2016 Verkäufe: + 16.943.333                                                |
| 2016 | I Feel It Coming The Weeknd feat. Daft Punk          | DE29 Platin · (27 Wo.)DE | AT23 (26 Wo.)AT | CH7 (37 Wo.)CH | UK9 ×2Doppelplatin · (29 Wo.)UK | US4 ×6Sechsfachplatin · (26 Wo.)US | CA10 ×5Fünffachplatin · (33 Wo.)CA | Erstveröffentlichung: 18. November 2016 Verkäufe: + 9.383.333                                                  |
| 2017 | All Night Big Boi feat. Lunchmoney Lewis             | — | — | — | UK76 (4 Wo.)UK | US— GoldUS | — | Erstveröffentlichung: 17. Juli 2017 Verkäufe: + 575.000                                                        |
| 2018 | Girls Like You Maroon 5 feat. Cardi B                | DE9 Platin · (37 Wo.)DE | AT8 (34 Wo.)AT | CH4 (42 Wo.)CH | UK7 ×2Doppelplatin · (46 Wo.)UK | US1 Diamant · (52 Wo.)US | CA1 ×9Neunfachplatin · (55 Wo.)CA | Erstveröffentlichung: 30. Mai 2018 Verkäufe: + 14.763.333                                                      |
| 2018 | Creep on Me Gashi feat. French Montana & DJ Snake    | — | — | CH4 Gold · (23 Wo.)CH | — | — | — | Erstveröffentlichung: 17. August 2018 Verkäufe: + 10.000                                                       |
| 2018 | Sweet but Psycho Ava Max                             | DE1 Diamant · (50 Wo.)DE | AT1 ×3Dreifachplatin · (42 Wo.)AT | CH1 ×4Vierfachplatin · (72 Wo.)CH | UK1 ×4Vierfachplatin · (53 Wo.)UK | US10 ×4Vierfachplatin · (35 Wo.)US | CA11 ×7Siebenfachplatin · (45 Wo.)CA | Erstveröffentlichung: 17. August 2018 Verkäufe: + 10.698.333                                                   |
| 2019 | So Am I Ava Max                                      | DE21 Gold · (18 Wo.)DE | AT26 Platin · (19 Wo.)AT | CH18 Platin · (26 Wo.)CH | UK13 Platin · (16 Wo.)UK | US— PlatinUS | CA— PlatinCA | Erstveröffentlichung: 7. März 2019 Verkäufe: + 2.785.000                                                       |
| 2019 | Torn Ava Max                                         | DE59 (12 Wo.)DE | AT60 Gold · (5 Wo.)AT | CH28 Gold · (18 Wo.)CH | UK87 (2 Wo.)UK | — | — | Erstveröffentlichung: 19. August 2019 Verkäufe: + 280.000                                                      |
| 2019 | Salt Ava Max                                         | DE10 Platin · (27 Wo.)DE | AT8 ×2Doppelplatin · (25 Wo.)AT | CH8 (38 Wo.)CH | — | US— GoldUS | CA— PlatinCA | Erstveröffentlichung: 12. Dezember 2019 Verkäufe: + 1.885.000                                                  |
| 2020 | Kings & Queens Ava Max                               | DE16 ×3Dreifachgold · (57 Wo.)DE | AT12 ×2Doppelplatin · (47 Wo.)AT | CH5 (59 Wo.)CH | UK19 Platin · (31 Wo.)UK | US13 ×2Doppelplatin · (27 Wo.)US | CA15 ×4Vierfachplatin · (44 Wo.)CA | Erstveröffentlichung: 12. März 2020 Verkäufe: + 4.633.333                                                      |
| 2020 | Who’s Laughing Now Ava Max                           | DE65 (16 Wo.)DE | AT60 Gold · (9 Wo.)AT | CH34 (24 Wo.)CH | UK93 (1 Wo.)UK | — | — | Erstveröffentlichung: 30. Juli 2020 Verkäufe: + 295.000                                                        |
| 2020 | OMG What’s Happening Ava Max                         | DE— aDE | — | CH65 (1 Wo.)CH | — | — | — | Erstveröffentlichung: 3. September 2020 Verkäufe: + 55.000                                                     |
| 2020 | Christmas Without You Ava Max                        | DE28 (8 Wo.)DE | AT42 (7 Wo.)AT | CH66 (7 Wo.)CH | UK89 b (2 Wo.)UK | — | — | Erstveröffentlichung: 15. Oktober 2020                                                                         |
| 2020 | My Head & My Heart Ava Max                           | DE22 Gold · (22 Wo.)DE | AT26 Platin · (17 Wo.)AT | CH19 (28 Wo.)CH | UK18 Platin · (25 Wo.)UK | US45 Platin · (12 Wo.)US | CA21 ×2Doppelplatin · (20 Wo.)CA | Erstveröffentlichung: 19. November 2020 Verkäufe: + 2.440.000                                                  |
| 2021 | EveryTime I Cry Ava Max                              | DE58 (13 Wo.)DE | AT— GoldAT | CH97 (2 Wo.)CH | UK99 (1 Wo.)UK | — | — | Erstveröffentlichung: 8. Juni 2021 Verkäufe: + 140.000                                                         |
| 2021 | Hurricane Kanye West feat. The Weeknd & Lil Baby     | DE37 (3 Wo.)DE | AT23 (3 Wo.)AT | CH9 (5 Wo.)CH | UK7 Silber · (9 Wo.)UK | US6 Platin · (11 Wo.)US | CA4 (11 Wo.)CA | Erstveröffentlichung: 14. September 2021 Verkäufe: + 1.280.000                                                 |
| 2021 | Let You Iann Dior                                    | DE— cDE | — | — | — | — | — | Erstveröffentlichung: 12. November 2021                                                                        |
| 2021 | Tears in the Club FKA Twigs feat. the Weeknd         | — | — | — | — | — | CA79 (1 Wo.)CA | Erstveröffentlichung: 16. Dezember 2021                                                                        |
| 2022 | House on Fire Mimi Webb                              | — | — | — | UK6 Silber · (26 Wo.)UK | — | — | Erstveröffentlichung: 18. Februar 2022 Verkäufe: + 200.000                                                     |
| 2022 | Maybe You’re the Problem Ava Max                     | DE65 (14 Wo.)DE | AT75 (1 Wo.)AT | — | UK83 (7 Wo.)UK | — | — | Erstveröffentlichung: 28. April 2022 Verkäufe: + 25.000                                                        |
| 2022 | Unholy Sam Smith feat. Kim Petras                    | DE2 (42 Wo.)DE | AT1 (40 Wo.)AT | CH2 (45 Wo.)CH | UK1 (33 Wo.)UK | US1 (35 Wo.)US | CA1 (… Wo.)CA | Erstveröffentlichung: 22. September 2022 Verkäufe: + 4.490.000                                                 |
| 2022 | Weapons Ava Max                                      | — | — | CH95 (1 Wo.)CH | — | — | — | Erstveröffentlichung: 10. November 2022                                                                        |
| 2024 | Tough Lana Del Rey & Quavo                           | DE38 (3 Wo.)DE | AT32 (2 Wo.)AT | CH18 (5 Wo.)CH | UK32 (6 Wo.)UK | US33 (5 Wo.)US | CA28 (… Wo.)CA | Erstveröffentlichung: 3. Juli 2024                                                                             |
| Folgende Lieder erschienen nicht als Single, wurden aber durch das Album zum Download und Streaming bereitgestellt und konnten somit eine Platzierung erlangen: |                                                      | | | | | | | |
| |                                                      | | | | | | | |
| 2013 | Rock Me One Direction                                | — | — | — | — | US98 (1 Wo.)US | — | Charteinstieg: 12. Januar 2013 Verkäufe: + 30.000                                                              |
| 2016 | Six Feet Under The Weeknd                            | DE98 (1 Wo.)DE | — | — | UK43 Silber · (2 Wo.)UK | US34 Platin · (4 Wo.)US | CA20 Platin · (8 Wo.)CA | Charteinstieg: 2. Dezember 2016 Verkäufe: + 1.280.000                                                          |
| 2016 | Secrets The Weeknd                                   | — | — | — | UK47 Silber · (2 Wo.)UK | US47 Platin · (2 Wo.)US | CA27 Platin · (6 Wo.)CA | Charteinstieg: 8. Dezember 2016 Videoauskopplung: 11. Juni 2017 Verkäufe: + 1.280.000; Original: The Romantics |
| 2016 | Ordinary Life The Weeknd                             | — | — | — | UK79 (1 Wo.)UK | US72 (2 Wo.)US | CA50 Gold · (2 Wo.)CA | Charteinstieg: 17. Dezember 2016 Verkäufe: + 40.000                                                            |
| 2016 | Nothing Without You The Weeknd                       | — | — | — | UK81 (1 Wo.)UK | US68 (1 Wo.)US | CA46 Gold · (2 Wo.)CA | Charteinstieg: 17. Dezember 2016 Verkäufe: + 40.000                                                            |
| 2023 | Choose Your Fighter Ava Max                          | — | — | — | UK90 (2 Wo.)UK | — | — | Charteinstieg: 28. Juli 2023                                                                                   |

## Statistik

### Chartauswertung
|                       | DE     | AT     | CH     | UK     | US     | CA     |
| --------------------- | ------ | ------ | ------ | ------ | ------ | ------ |
| Nummer-eins-Singles   | DE3DE  | AT5AT  | CH2CH  | UK8UK  | US7US  | CA8CA  |
| Top-10-Singles        | DE13DE | AT13AT | CH18CH | UK15UK | US18US | CA19CA |
| Singles in den Charts | DE46DE | AT41AT | CH38CH | UK24UK | US51US | CA43CA |

### Auszeichnungen für Musikverkäufe
| Land/RegionAuszeichnungen für Musikverkäufe (Land/Region, Auszeichnungen, Verkäufe, Quellen) | Silber       | Gold         | Platin         | Diamant       | Verkäufe    | Quellen                           |
| -------------------------------------------------------------------------------------------- | ------------ | ------------ | -------------- | ------------- | ----------- | --------------------------------- |
| Australien (ARIA)                                                                            | —            | 2× Gold2     | 125× Platin125 | —             | 8.820.000   | aria.com.au                       |
| Belgien (BRMA)                                                                               | —            | 10× Gold10   | 7× Platin7     | —             | 400.000     | ultratop.be                       |
| Brasilien (PMB)                                                                              | —            | 2× Gold2     | 22× Platin22   | 3× Diamant3   | 1.380.000   | pro-musicabr.org.br               |
| Dänemark (IFPI)                                                                              | —            | 15× Gold15   | 38× Platin38   | —             | 1.680.000   | ifpi.dk                           |
| Deutschland (BVMI)                                                                           | —            | 12× Gold12   | 11× Platin11   | 2× Diamant2   | 8.050.000   | musikindustrie.de                 |
| Finnland (IFPI)                                                                              | —            | —            | 12× Platin12   | —             | 540.394     | ifpi.fi                           |
| Frankreich (SNEP)                                                                            | —            | 8× Gold8     | Platin1        | 5× Diamant5   | 2.580.698   | infodisc.fr snepmusique.com       |
| Griechenland (IFPI)                                                                          | —            | —            | Platin1        | —             | 20.000      | Einzelnachweise                   |
| Irland (IRMA)                                                                                | —            | —            | 2× Platin2     | —             | 30.000      | Einzelnachweise                   |
| Italien (FIMI)                                                                               | —            | 6× Gold6     | 40× Platin40   | —             | 2.885.000   | fimi.it                           |
| Japan (RIAJ)                                                                                 | —            | Gold1        | Platin1        | —             | 350.000     | riaj.or.jp                        |
| Kanada (MC)                                                                                  | —            | 3× Gold3     | 78× Platin78   | Diamant1      | 7.160.000   | musiccanada.com                   |
| Mexiko (AMPROFON)                                                                            | —            | 10× Gold10   | 19× Platin19   | —             | 1.740.000   | amprofon.com.mx                   |
| Neuseeland (RMNZ)                                                                            | —            | 6× Gold6     | 27× Platin27   | —             | 542.500     | aotearoamusiccharts.co.nz         |
| Niederlande (NVPI)                                                                           | —            | —            | 4× Platin4     | —             | 210.000     | nvpi.nl                           |
| Norwegen (IFPI)                                                                              | —            | 4× Gold4     | 66× Platin66   | —             | 2.550.000   | ifpi.no NO2                       |
| Österreich (IFPI)                                                                            | —            | 6× Gold6     | 13× Platin13   | —             | 495.000     | ifpi.at                           |
| Peru (UNIMPRO)                                                                               | —            | Gold1        | —              | —             | 3.000       | Einzelnachweise                   |
| Polen (ZPAV)                                                                                 | —            | 3× Gold3     | 25× Platin25   | 4× Diamant4   | 1.640.000   | olis.pl                           |
| Portugal (AFP)                                                                               | —            | 4× Gold4     | 13× Platin13   | —             | 150.000     | Einzelnachweise                   |
| Schweden (IFPI)                                                                              | —            | 5× Gold5     | 43× Platin43   | —             | 1.640.000   | sverigetopplistan.se              |
| Schweiz (IFPI)                                                                               | —            | 4× Gold4     | 12× Platin12   | —             | 360.000     | hitparade.ch                      |
| Singapur (RIAS)                                                                              | —            | Gold1        | —              | —             | 5.000       | rias.org.sg                       |
| Spanien (Promusicae)                                                                         | —            | 4× Gold4     | 12× Platin12   | —             | 700.000     | promusicae.es elportaldemusica.es |
| Taiwan (RIT)                                                                                 | —            | Gold1        | Platin1        | —             | 15.000      | Einzelnachweise                   |
| Südafrika (RISA)                                                                             | —            | Gold1        | —              | —             | 10.000      | Einzelnachweise                   |
| Vereinigte Staaten (RIAA)                                                                    | —            | 7× Gold7     | 106× Platin106 | 3× Diamant3   | 139.500.000 | riaa.com                          |
| Vereinigtes Königreich (BPI)                                                                 | 14× Silber14 | 4× Gold4     | 33× Platin33   | —             | 24.200.000  | bpi.co.uk                         |
| Insgesamt                                                                                    | 14× Silber14 | 120× Gold120 | 712× Platin712 | 18× Diamant18 |             |                                   |